# Ideoblothrus
Ideobisium es un género de pseudoscorpiones de la familia Syarinidae. Se distribuyen por América, África, Asia y Oceanía.

## Especies
Según Pseudoscorpions of the World 1.2:
- Ideoblothrus amazonicus (Mahnert, 1979)
- Ideoblothrus baloghi (Mahnert, 1978)
- Ideoblothrus bipectinatus (Daday, 1897)
- Ideoblothrus brasiliensis (Mahnert, 1979)
- Ideoblothrus caecus (Mahnert, 1979)
- Ideoblothrus carinatus (Hoff, 1964)
- Ideoblothrus ceylonicus (Beier, 1973)
- Ideoblothrus colombiae Muchmore, 1982
- Ideoblothrus costaricensis (Beier, 1931)
- Ideoblothrus curazavius (Wagenaar-Hummelinck, 1948)
- Ideoblothrus descartes Harvey & Edward, 2007
- Ideoblothrus fenestratus (Beier, 1955)
- Ideoblothrus floridensis (Muchmore, 1979)
- Ideoblothrus godfreyi (Ellingsen, 1912)
- Ideoblothrus grandis (Muchmore, 1972)
- Ideoblothrus holmi (Beier, 1955)
- Ideoblothrus insularum (Hoff, 1945)
- Ideoblothrus kochalkai Muchmore, 1982
- Ideoblothrus leleupi (Beier, 1959)
- Ideoblothrus lepesmei (Vachon, 1941)
- Ideoblothrus levipalpus Mahnert, 1985
- Ideoblothrus maya (Chamberlin, 1938)
- Ideoblothrus mexicanus (Muchmore, 1972)
- Ideoblothrus milikapiti Harvey & Edward, 2007
- Ideoblothrus muchmorei Heurtault, 1983
- Ideoblothrus nesotymbus Harvey & Edward, 2007
- Ideoblothrus occidentalis (Beier, 1959)
- Ideoblothrus palauensis (Beier, 1957)
- Ideoblothrus papillon Harvey, 1991
- Ideoblothrus paraensis Mahnert, 1985
- Ideoblothrus pisolitus Harvey & Edward, 2007
- Ideoblothrus pugil (Beier, 1964)
  - Ideoblothrus pugil pugil
  - Ideoblothrus pugil robustus
- Ideoblothrus pygmaeus (Hoff, 1964)
- Ideoblothrus seychellensis (Chamberlin, 1930)
- Ideoblothrus similis (Balzan, 1892)
- Ideoblothrus tenuis Mahnert, 1985
- Ideoblothrus truncatus (Hoff, 1964)
- Ideoblothrus vampirorum Muchmore, 1982
- Ideoblothrus westi Harvey & Edward, 2007
- Ideoblothrus woodi Harvey, 1991
- Ideoblothrus zicsii (Mahnert, 1978)

## Publicación original
- Louis Balzan, 1892: Voyage de M. E. Simon au Venezuela (décembre 1887 - avril 1888). Arachnides. Chernetes (Pseudoscorpiones). Annales de la Société entomologique de France, vol.60, p.497-552.